# Dodge (Dacota do Norte)
Dodge é uma cidade localizada no estado norte-americano de Dacota do Norte, no Condado de Dunn.

## Demografia
Segundo o censo norte-americano de 2000, a sua população era de 125 habitantes.
Em 2006, foi estimada uma população de 124, um decréscimo de 1 (-0.8%).

## Geografia
De acordo com o United States Census Bureau tem uma área de
1,2 km², dos quais 1,2 km² cobertos por terra e 0,0 km² cobertos por água. Dodge localiza-se a aproximadamente 609 m acima do nível do mar.

## Localidades na vizinhança
O diagrama seguinte representa as localidades num raio de 36 km ao redor de Dodge.